# FC BGS
El FC BGS (en kazajo: Ақсай футбол клубы, Aqsaı fýtbol klýby) fue un equipo de fútbol de Kazajistán que jugó en la Super Liga de Kazajistán, la primera división de fútbol en el país.

## Historia
Fue fundado en el año 1992 en la ciudad de Aqsay luego de la disolución de la Unión Soviética y la independencia de Kazajistán con el nombre Karachaganak. Participó por primera vez en la Super Liga de Kazajistán en la temporada 1993 donde descendió tras terminar en el lugar 24 entre 25 equipos.
En la temporada 1994 mientras estaba en la Primera División de Kazajistán abandona la liga por problemas financieros tras jugar la primera vuelta, por lo que sus resultados fueron anulados y desaparece.
En 2002 el club es refundado como FC BGS en la Segunda División de Kazajistán, donde termina en último lugar de su grupo y desaparece oficialmente.

## Jugadores

### Jugadores destacados
- Vyacheslav Suspitsyn

## Entrenadores
- Yuri Tambovtsev (1993)
- Vladimir Stepanov (1994)